# Инга (имя)
И́нга — женское имя немецкого и скандинавского происхождения, означающее «находящаяся под защитой Ингви» (германского бога плодородия и т. д.).
Мужской аналог этого имени — Ингвар или Инго, Ингольф.
Инга — «во имя бога изобилия» (герм.).

## Варианты и производные

### Немецкие
- Inga — И́нга
- Inge — И́нге
- Inke — И́нке
- Inka — И́нка
- Inken — И́нкен

### Норвежские
- Inga — И́нга
- Inge — И́нге
- Inger — И́нгер
- Ingegerd — И́нгегерд (И́нгегер)
- Ingegjerd — И́нгейер
- Ingjerd — И́нгйер
- Ingrid — И́нгрид
- Ingunn — И́нгун
- Ingveig — И́нгвей
- Ingvild — И́нгвиль
- Ingeborg — Ингебо́рга, Ингибьёрг